# Принцеса Майкл Кентська
Принцеса Майкл Кентська (англ. Princess Michael of Kent), нар.15 січня 1945 року, до шлюбу Марія-Крістіна Анна Аґнес Хедвіга Іда фон Рейбніц (нім. Marie Christine Anna Agnes Hedwig Ida Freiin von Reibnitz) — член британської королівської сім'ї, дружина принца Майкла Кентського.

## Дитинство та юність
Марія-Крістіна народилася 15 січня 1945 року в Карлсбаді зараз відомому як Карлові Вари, Чехія. Вона належить до родини Рейбніц — знаті, шляхетне походження якої сягає 1288 року. 
Родовим маєтком сім'ї був замок Рейбніц. З боку батька принцеса Майкл Кентська є нащадком родини Бурґграфен фон Дона, Геррарда III фон Траутмансдорфа та Ностіц, які також були пращурами королеви Єлизавети II. Молодша донька барона Ґюнтера Губертуса фон Рейбніца (1894—1983) від його другої дружини, графині Марії Анни Кароліни Франциски Вальбурги Бернадетти Сапарі, яка була донькою графа Фрідріха Сапарі фон Мурасзомбата.
Батьки Марії-Крістіни розлучилися 1946 року, разом з матір’ю та старшим братом бароном Фрідріхом фон Рейбніцем (нар. в 1942 році) вона переїхала до Австралії, де здобула освіту у монастирі Святого Серця, Роуз-Бей (сьогодні Кінкоппал-Роуз-Бей). Потім вона поїхала до Лондона, щоб вивчати історію образотворчого та декоративного мистецтва у Музеї Вікторії та Альберта. 

## Кар'єра
До шлюбу з принцом Кентським Марія-Крістіна працювала дизайнеркою інтер'єрів. В 1986 опублікувала свою першу книгу «Короновані в далекій країні: портрети восьми королівських наречених».
Після публікації книги принцеса Майкл Кентська зіштовхнулася зі звинуваченнями у плагіаті, які врегулювала у досудовому порядку. З 2007 до 2011 очолювала галерею Partidge Fine Art. 
2008 року принцеса стала консультанткою Galerie Gmurzynska в Швейцарії, а згодом їх міжнародним послом. Вона також входила до ради Музею Вікторії і Альберта, часто провадить лекції по всьому світу, на яких розповідає про історичні предмети, галереї та музеї.

## Особисте життя
Її першим чоловіком був англійський банкір Томас Троубрідж, молодший брат сера Пітера Троубріджа, 6-го баронета. 
Пара познайомилася на полюванні на кабана в Німеччині і одружилася 14 вересня 1971 року в  Старому храмі Челсі, Лондон. Подружжя розірвало відносини в 1973 році та офіційно розлучилося в 1977. Папа Павло VI  анулював цей шлюб у травні 1978 року.
Через місяць після анулювання шлюбу, 30 червня 1978 року, на церемонії у Відні, вона одружилася з принцом Майклом Кентським, сином принца Джорджа, герцога Кентського, і принцеси Грецької та Данської Марини. Принц Майкл є двоюрідним братом королеви Єлизавети II.
Після весілля Марія-Крістіна отримала титул Її Королівської Високості Принцеси Майкл Кентської, жіночий еквівалент титулу її чоловіка. Отримавши дозвіл папи Івана Павла II, пара згодом одержала благословення свого шлюбу на римо-католицькій церемонії 29 червня 1983 року в Архієпископському домі у Лондоні. 
Оскільки Актом від 1701 року заборонявся шлюб з римо-католиком, принц Майкл Кентський (на той час 15-й у черзі успадкування британського престолу) втратив свої права на престол після одруження з Марією-Крістіною. 
26 березня 2015 року після прийняття Акту про спадкування корони в 2013 році, принц Майкл був поновлений у черзі престолонаслідування.
У принца і принцеси Кентських є двоє дітей:
— Лорд Фредерік Віндзор, народився 6 квітня 1979 року в лікарні Святої Марії, Лондон. Він одружився з Софі Вінклман 12 вересня 2009 року, і у них є дві доньки: Мод (народилася 15 серпня 2013 року) та Ізабелла (народилася 16 січня 2016 року). 
— Леді Ґабріелла Кінґстон народилася 23 квітня 1981 року в лікарні Святої Марії, Лондон. Вона пошлюбила Томаса Кінґстона 18 травня 2019 року.
Діти принца та принцеси Кентських є членами церкви Англії, тому зберігають свої права на престол з миті народження.

## Скандали
Принцеса Майкл Кентська має неоднозначну репутацію через свої висловлювання.
ЗМІ неодноразово стверджували, що вона заявляла про те, що у її венах «більше королівської крові, ніж у будь-якої людини, що вийшла заміж за члена королівської родини з часів принца Філіпа».
В 2004 принцесу звинуватили в приниженні темношкірих відвідувачів ресторану у Нью-Йорку. Представник ресторану визнав, що принцеса розсердилася на групу людей, які сиділи за сусіднім столиком, але заперечив, що вона сказала їм «повернутись до колоній».
В 2015 Марія-Крістіна оскандалилася через висловлювання, що у тварин немає прав, тому що вони не платять податки, не мають банківських рахунків та не голосують. 
В 2017 була піддана критиці через те, що вдягла на різдвяну вечірку у Букінгемському палаці брошку зі стилізованою фігурою темношкірої особи. На святкуванні була присутня Меган Маркл, яка у той час заручилася з принцом Гаррі. Представник принцеси заявив, що вона «шкодує про свій вчинок та засмучена тим, що образила Меган».